# Autoetnografia
Autoetnografia jest formą autorefleksji i pisania w antropologii kulturowej, która skupia się na doświadczeniu badacza i łączy autobiograficzną opowieść z szerszymi kulturowymi, politycznymi i społecznymi znaczeniami i założeniami. Różni się od etnografii – rozumianej jako jakościowa metoda badań, opierającej się głównie na obserwacji uczestniczącej oraz wywiadach – tym, że autoetnografia kładzie nacisk na subiektywne doświadczenie pisarza, a nie na wierzenia czy zwyczaje innych ludzi. Jako forma autorefleksyjnego pisarstwa, autoetnografia jest także używana w studiach nad performatyką.

## Autoetnografia jako jakościowa metoda badań

### Definicja
Według Garance’a Maréchala, „autoetnografia jest formą lub metodą badań, która obejmuje samoobserwację i refleksyjne dochodzenie w kontekście etnograficznego pola pracy i pisania”. Znana autoetnografka, Carolyn Ellis definiuje autoetnografię jako „badanie, pisanie, opowieść i metoda, łączące autobiograficzne i osobiste z kulturowym, społecznym i politycznym”. Jednakże nie jest łatwo dojść do konsensusu co do definicji tego terminu. Na przykład, w latach 70. XX w., autoetnografia była definiowana znacznie węziej, jako rodzaj „wewnętrznej etnografii”, odnosząc się do badań społeczno-kulturowych grupy, której sam badacz jest członkiem. Obecnie, jak zwracają uwagę Laura Ellingson i Carolyn Ellis, „znaczenia i zastosowania autoetnografii rozwinęły się w sposób, który sprawia, że jej precyzyjne określenie jest trudne”.

### Podstawy epistemologiczne i teoretyczne
Autoetnografia różni się od etnografii, metody społecznej wykorzystywanej przez antropologów i socjologów, ponieważ kładzie nacisk na subiektywność badacza, inaczej niż w badaniach empirycznych, które starają się ją ograniczać. Podczas, gdy etnografia w „naukach społecznych” jest rozumiana jako metoda badań jakościowych, bazująca na pracy w terenie, za pomocą której możliwe jest opisanie fenomenu człowieka jako istoty społecznej, to autoetnografowie – ich osobiste historie i narracje, stanowią główny podmiot badań. Autoetnografia może być rozumiana „jako forma etnografii,” Carolyn Ellis pisze, że „przedrostek -auto- oznacza -ja-, a człon -etno- oznacza kulturę”, co w efekcie tworzy słowo o znacznie szerszym znaczeniu. Innymi słowy, jak twierdzą Laura Ellingson i Carolyn Ellis, to, „czy używamy pojęcia autoetnografii, czy też pojęcia etnografia, zależy i tak głównie od samych badaczy”.
Pisarstwo oraz badania o charakterze autoetnograficznym obejmuje osobiste przemyślenia, uczucia, opowieści oraz narracje, które stają się środkiem do zrozumienia społecznego kontekstu zjawisk, o których traktują autoetnografowie. W ten sposób mamy wgląd w proces (w tym emocjonalny) ich interakcji z określoną rzeczywistością społeczno-kulturową. Jest to przeciwieństwem teorii ukierunkowanej czy metody testowania hipotez opierających się na epistemologii pozytywistycznej. W tym sensie, Laura Ellingson i Carolyn Ellis postrzegają autoetnografię jako projekt konstruktywizmu społecznego, który odrzuca głęboko zakorzenioną dychotomię pomiędzy badaczem i badanym, obiektywizmem i subiektywizmem, procesem i wynikiem, sobą i innymi, sztuką i nauką oraz tym, co osobiste i polityczne.
W efekcie autoetnografowie odrzucają koncepcję badań społecznych rozumianych jako proces wytwarzania obiektywnej i neutralnej wiedzy, przy zastosowaniu metod czyniących wyraźną demarkację pomiędzy badaczem a badanymi. Autoetnografia, w tym sensie jest krytyczną „odpowiedzią na alienowanie efektów badań, mających nie tylko bezosobowy i beznamiętny charakter, ale generujących twierdzenia abstrakcyjne i nie przystające do rzeczywistości”. Antropolożka Deborah Reed-Danahay także utrzymuje, że autoetnografia jest konstruktem postmodernistycznym:

Koncepcja autoetnografii…łączy zarówno postmodernistyczną etnografię, w której realistyczna konwencja i obiektywna pozycja obserwatora w standardowej etnografii zostały podane w wątpliwość, jak i postmodernistyczną autobiografię, w której pojęcie spójnego, indywidualnego ja zostało podane w wątpliwość. Termin ten ma podwójny sens – odnosi się zarówno do etnografii określonej grupy jak i do autobiograficznego pisarstwa, które nosi znamiona etnograficzne. Zatem, zarówno własna- (auto-) etnografia lub autobiograficzna (auto-) etnografia wskazuje na „autoetnografię”.

Wielu badaczy pracujących w nurcie autoetnograficznym, stara się w pełni realizować ideę refleksyjności, dzięki której badacz pozostaje świadomy swojej roli oraz wpływu na realizowane badania. Autoetnografia wiąże się z uwzględnianiem własnych doświadczeń kulturowych. Innymi słowy, prócz tego, że jest opisem oraz krytycznym spojrzeniem na czyjeś doświadczenie, to także stanowi wyraz praktyki społecznej. Na przykład, Stacy Holman Jones w (M)othering loss: Telling adoption stories, telling performativity, opisuje nie tylko własne doświadczenie związane z bezpłodnością oraz adopcją dziecka, ale ogólnospołeczne postawy wobec zjawiska adopcji transnarodowej, czy wobec adopcji i bezpłodności w ogóle. Stacy Holman Jones opowiada własną historię, nie po to, aby się nią jedynie podzielić, lecz aby umożliwić lepsze i głębsze zrozumienie zjawisk adopcji i bezpłodności.

## Rodzaje i obszary badań autoetnograficznych
Odkąd autoetnografia stała się popularną i jednocześnie niejednoznaczną „kategorią, obejmującą szeroki wachlarz praktyk badawczo-pisarskich”, autoetnografie okazały się „różnić między sobą pod względem nacisku kładzionego na sam akt pisania i proces badawczy (graphy), kulturę (ethno),  ja (auto)”. Według Laury Ellingson i Carolyn Ellis, w ramach autoetnografii można mówić o dwóch podstawowych jej rodzajach: o autoetnografii analitycznej, oraz autoetnografii ewokatywnej. I tak

autoetnografia analityczna skupia się na rozwijaniu teoretycznych wyjaśnień szerszych, zjawisk społecznych, podczas gdy autoetnografia ewokatywna skupia się na interpretacjach narracyjnych, które otwierają konwersację i wywołują reakcje emocjonalne.

Specjalne wydanie czasopisma Journal of Contemporary Ethnography zawiera kilka artykułów o różnorodnych definicjach dotyczących różnego rozumienia oraz zastosowania metody autobiograficznej. I tak: autoetnografia może być analityczna, napisana stylem powieści, performatywna. Także przedstawiciele interakcjonizmu symbolicznego są zainteresowani metodą, a przykłady użycia autoetnografii można znaleźć w wielu czasopismach naukowych, takich jak Qualitative Inquiry, Journal of the Society for the Study of Symbolic Interactionism, Journal of Contemporary Ethnography i Journal of Humanistic Ethnography. Metoda ta z pewnością nie jest uznawana ani przez badaczy utrzymujących się w paradygmacie pozytywistycznym, ani też przez tradycyjnych etnografów, mimo to popularność tego podejścia rośnie. Wystarczy zwrócić uwagę na obfitość prac autoetnograficznych, na przykład prezentowanych na licznych konferencjach, takich jak International Congress of Qualitative Inquiry i Advances in Qualitative Methods – konferencji sponsorowanej przez International Institute of Qualitative Methodology. Rozpowszechnianie się autoetnografii w innych dziedzinach także rośnie, a specjalne wydanie czasopisma Culture and Organization z 2007 roku bada ideę autoetnografii organizacyjnej.
Autoetnografia w badaniach dotyczących performatywności uznaje, że zarówno badacz jak i widownia stanowią istotne elementy badań. Przedstawianie performatywnego bdquo;jardquo; poprzez pisarstwo ma na celu urzeczywistnić i ucieleśnić doświadczenie badacza i czytelnika. Zatem autoetnografia uznaje zarówno wewnętrzne jak i zewnętrzne doświadczenie etnograficzne w określonej sytuacji badawczej. Członkowie widowni doświadczają pracę etnografa poprzez wgląd w to, co subiektywne i wewnętrzne, reagując na to w sposób zewnętrzny i emocjonalny. Etnografia i performens – razem, są nakierowane na to, by wywołać emocje w czytelniku.
Dzięki temu, że autoetnografia jest dobrym narzędziem badań własnej grupy czy organizacji, to często jest wykorzystywana w kontekście wyższej edukacji. Na tym obszarze wykorzystania tej metody autoetnograf jest rozważany jako badacz, nauczyciel i administrator pracujący na rzecz szkolnictwa i edukacji. Najbardziej aktualnymi przykładami są prace Michaela Humphreysa na temat zmian zachodzących w jego karierze, Ronalda J. Peliasa na temat presji jaka towarzyszyła jego wczesnej karierze akademickiej, Andrew C. Sparkesa na temat jego pracy jako menadżera akademickiego w trakcie projektu Research Assessment Exercise. Poza tym można tu także wymienić prace, które dotyczą relacji między wykładowcami a studentami: na przykład książka redagowana przez Sally Sambrook z 2008 roku, dotycząca zagadnienia władzy i emocji, książka Sally Sambrook i Clair Doloriet z 2009 i 2011, czy Carol Rambo z 2007.
Inne metody autoetnografii wymagają wspólnego podejścia do pisarstwa oraz do dzielenia się osobistymi doświadczeniami i ich analizowaniem. To podejście jest nazywane „wspólną autobiografią” i zostało użyte w nauczaniu metod badań jakościowych.
Autoetnografia jest także wykorzystywana jako wariant filmu dokumentalnego. Wariant ten różni się od tradycyjnego filmu dokumentalnego tematem, którym jest sam filmowiec. Autoetnografia zazwyczaj relacjonuje doświadczenia, myśli, poglądy i przekonania filmowca oraz jak często są one uważane za uprzedzenia i manipulacje. W odróżnieniu od innych dokumentów, autoetnografowie zazwyczaj nie zapewniają o obiektywności. Ważnym tekstem autoetnograficznym o tworzeniu filmów jest tekst Catherine Russell Experimental Ethnography:The Work of Film in the Age of Video.

### Autoetnograf jako gawędziarz/narrator
Niektóre dyscypliny naukowe (szczególnie nauki o komunikacji społecznej i studia nad performatyką), kwestionują termin „autoetnografia” i używają go zamiennie z terminem „autobiografia”. Metodami autoetnograficznymi są m.in. pisanie artykułów, przeglądanie archiwów (instytucjonalnych lub osobistych) i przeprowadzanie wywiadów z samym sobą. Autoetnografia może przyjmować formę książki naukowej, tradycyjnego artykułu w czasopiśmie, może być również wystawiona na scenie. Autoetnografią mogą być także: bezpośrednia (i uczestnicząca) obserwacja codziennego zachowania; szukanie lokalnych przekonań oraz rejestrowanie historii życia i przeprowadzanie wywiadów: „Analiza danych zawiera interpretację badacza&rdquo. Różnica jest taka, że badacz konstruuje portret samego siebie, a nie portret Innej (osoby, grupy, kultury).
Według Garance’a Maréchala autoetnografia może być „powiązana z autobiografią”. Stawia na przedzie doświadczenie i opowieść. Według niego „narracja może wywoływać uczucia, emocje i dialog”. Laurel Richardson uważa „pisanie jako metodę badawczą, sposób na odkrywanie tematu… a formę i zawartość za nierozłączne”. Według Carolyn Ellis, autoetnografowie popierają „konwencje pisarstwa literackiego i ekspresję”, mówi też, że „autoetnograficzne formy ukazują konkretne działanie, emocje, uosobienie, samoświadomość i introspekcję opisane w dialogu, scenach, charakteryzacji i fabule”.
Według Arthura P. Bochnera i Carolyn Ellis autoetnograf jest „pierwszym i czołowym gawędziarzem i narratorem.” Innymi słowy, autoetnografia „przedstawia ludzi – walczących, by przezwyciężyć przeciwności losu i szukających sposobu na życie, oraz wyjaśnia sens tych walk”. Dlatego autoetnografia jest „etyczną praktyką” i „darem”, który spełnia funkcję opiekuńczą. Pojawia się, kiedy umiera członek rodziny lub ktoś bliski. W tym bolesnym doświadczeniu ludzie często zastanawiają się, jak żyć i jak będzie wyglądała przyszłość bez tej osoby. Wtedy – szczególnie w rodzinach religijnych – często pada pytanie „Dlaczego Boże?”, by odnaleźć wyjaśnienie tej śmierci i uzyskać spokój. Inni mówią na przykład „Przynajmniej są w lepszym miejscu” lub &bdquoBóg chciał jego/ją u siebie.” Ludzie, którzy nie szukają wyjaśnienia, zazwyczaj mówią „to był ich czas, by odejść” i dzięki temu „wyjaśnieniu” uważają, że są w stanie iść dalej i żyć swoim życiem. Z czasem, kiedy patrzy się do tyłu na doświadczenie śmierci kogoś bliskiego, można uważać, że przez te trudności ludzie stają się silniejsi i bardziej niezależni lub że stali się bliżsi innym członkom rodziny. Osoba zdająca sobie z tego sprawę tak naprawdę odnajduje sens i godzi się z tym tragicznym doświadczeniem.

## Ocena autoetnografii
Krytyka autoetnografii – i w ogóle badań jakościowych– wynika z tradycyjnych metod nauk społecznych, które podkreślają obiektywność badań społecznych. Badacze jakościowi są często nazywani przez Normana K. Denzina i Yvonnę S. Lincoln „dziennikarzami lub głupawymi naukowcami”, a ich praca, włączając autoetnografię, jest „nazywana nienaukową albo tylko poznawczą lub osobistą i pełną uprzedzeń”. Twierdzą oni również, że wiele badaczy ilościowych uważa zebrany przez nich materiał za „bardziej miękki, interpretatywny”, a metody za „zawodne, impresyjne i nieobiektywne”.
Według Garance’a Maréchala, wcześniejsza krytyka metod autobiograficznych w antropologii dotyczyła „ich zasadności, ponieważ były niereprezentatywne i nieobiektywne”. Garance Maréchal zwraca także uwagę na to, że autoetnografia została skrytykowana głównie przez rzeczników analitycznych za „bycie zbyt osobistą z powodu braku związku z etnografią.” Jest krytykowana „za bycie uprzedzoną, zapatrzoną we własny pępek, egocentryczną, niepowściągliwą i przywłaszczającą sobie artykuły etnograficzne”.

### Przemyślenia tradycyjnych kryteriów: na podstawie kryteriów oceny badań jakościowych
W dziesiątym rozdziale swojej książki, zatytułowanego Evaluating and Publishing Autoethnography, Carolyn Ellis omawia, jak oceniać projekt autoetnograficzny, oparty na pomysłach innych autorów omawiających sposoby oceniania badań jakościowych. Prezentuje kilka kryteriów dla „dobrej autoetnografii” wspomnianych przez Arthura P. Bochnera, Petera Clougha, Normana K. Denzina i Laurel Richardson oraz pokazuje, jak brzmią ze sobą te pomysły. Po pierwsze, Carolyn Ellis wspomina Laurel Richardson, która opisuje pięć czynników, zawierających analizy klasyfikacyjnych i konstruktywnych technik zasadności. Kryteria te to:
- Konkretny wkład. Czy ten artykuł sprawia, że rozumiemy życie społeczne?
- Wartość estetyczna. Czy ten artykuł odniósł estetyczny sukces? Czy tekst jest ukształtowany i złożony artystycznie i satysfakcjonująco oraz nie jest nudny?
- Refleksyjność. Jak autor doszedł do napisania tego tekstu? Jak subiektywność autora wpłynęła na producenta i na produkt tego tekstu?
- Pełnia wpływu. Czy ten tekst wpływa na mnie emocjonalnie i/lub intelektualnie? Czy wywołuje pytania lub skłania mnie do działania?
- Wyrażanie rzeczywistości. Czy ten tekst opiera się na osobistym doświadczeniu?

Rękopisy autoetnografów mogą zawierać niezwykły dobór słów i silne metafory, by skłonić czytelnika do przeżycia wydarzeń wraz z autorem. Carolyn Ellis pokazuje, jak kryteria Richardson zazębiają się z kryteriami Arthura P. Bochnera, który opisuje co umożliwia mu zrozumienie i wczucie się w opowieść. Szuka on konkretnych szczegółów (podobnie jak wyrażanie rzeczywistości u Laurel Richardson), strukturalnie złożonych narracji (wartość estetyczna u Laurel Richardson), próby autora, by dokopał się pod powierzchnię, aby dotrzeć do wrażliwości i uczciwości (refleksyjność u Laurel Richardson), standardu etycznej samoświadomości (konkretny wkład u Laurel Richardson) i poruszającej historii (wpływ Laurel Richardson).

#### Od „zasadności” do „prawdy”
Jako metoda badawcza, która wyłoniła się z tradycji konstruktywizmu społecznego i paradygmatu interpretacyjnego, autoetnografia podaje w wątpliwość tradycyjną metodologię społeczną, która określa kryteria jakości w badaniach społecznych, rozwiniętych pod względem zasadności. Carolyn Ellis pisze, „W pracy autoetnograficznej patrzę na zasadność pod względem tego, co przydarza się czytelnikom i uczestnikom badań oraz badaczom. Dla mnie zasadność znaczy, że nasza praca szuka prawdopodobieństwa; wywołuje w czytelnikach wrażenie, że opisane doświadczenie jest realistyczne, wiarygodne i możliwe. Można także osądzać zasadność na podstawie tego, czy pomaga ona czytelnikom komunikować się z innymi ludźmi, różnymi od nich samych lub czy oferuje sposób poprawienia życia”. Carolyn Ellis określa „narracyjną prawdę” autoetnografii.

Powinieneś spróbować skonstruować opowieść tak bliską doświadczeniu, jak pamiętasz, zwłaszcza w wersji początkowej. Najistotniejsze nie jest jednak to, żeby prace odzwierciedlały życie dokładnie – tylko, jak argumentuje Art (Arthur Bochner), „żeby narratorzy wierzyli, że tak jest”. Art wierzy, że możemy przeciwstawiać jedną interpretację drugiej, ale nie możemy przyrównywać narracji do wydarzeń, ponieważ znaczenie tych wydarzeń uwydatnia się tylko w narracji.

Według Carolyn Ellis, prace autoetnograficzne należy oceniać na podstawie użyteczności, a nie tylko na podstawie dokładności. Arthur Bochner twierdzi, że główną kwestią jest to, jakie mają konsekwencje narracje i do czego mogą być używane. Narracja jest sposobem na zapamiętanie przeszłości i ukazaniem prawdy o naszych doświadczeniach. Ken Plummer, obawiając się o wewnętrzną prawdomówność zewnętrznej pragmatyki oceniania opowieści, patrzy na sposoby jej użycia, funkcje i role, i dodaje, że „muszą mieć moc retoryczną wzmocnioną przez estetyczną przyjemność”.
Laurel Richardson używa metafory kryształu do zdekonstruowania tradycyjnej zasadności. Kryształ ma nieskończoną liczbę kształtów i wielkości. Zmienia kształt, ale nadal ma strukturę. Inna pisarka, Patti Lather, wymienia cztery podtypy zasadności: „zasadność ironiczna, dotycząca problemów interpretacji; zasadność paralogiczna, która honoruje niepewności i różnice; zasadność o wielu korzeniach, która wyszukuje mnogości; zasadność zmysłowa, która wyszukuje etykę z zaangażowaniem i samorefleksją”.

#### Od „uogólnienia” do „rezonansu”
Jeśli chodzi o termin „uogólnienie”, Carolyn Ellis zwraca uwagę na to, że badanie autoetnograficzne szuka uogólnienia nie tylko wśród respondentów, ale także wśród czytelników.

Utrzymywałabym, że uogólnienie opowieści jest zawsze testowane – nie w tradycyjny sposób, przez wylosowanych respondentów, ale przez czytelników; jak oni to określają, czy historia mówi o ich doświadczeniu albo o życiu ludzi, których znają. Czytelnicy zapewniają uzasadnienie teoretyczne poprzez porównywanie swojego życia do naszego, myślenie o tym, jakie są podobieństwa i różnice pomiędzy nami i dlaczego. Niektóre historie opowiadają czytelnikom o życiu nieznanych ludzi. Możemy zapytać, za Robertem E. Stake’em, „czy ta historia ma ’uogólnienie naturalistyczne’?”, mając na myśli to, że przenosi „poczucie” nowości z jednego świata do drugiego i stwarza czytelnikowi okazję doświadczenia opowieści z drugiej ręki. Zainteresowanie uogólnieniem przenosi się z respondentów na czytelników”.  Uogólnienie poprzez rezonans życia czytelników i „żywe doświadczenie” zamierza rozpocząć, a nie zakończyć konwersację.

### Zalety i wady autoetnografii
Ważnym kryterium pracy autoetnograficznej według Normana K. Denzina jest to, czy ma ona możliwość zmiany świata i uczynienia go lepszym miejscem. Tak twierdził też Peter Clough, według którego dobra praca autoetnograficzna powinna motywować krytycyzm kulturowy. Powinna być ściśle związana z refleksją teoretyczną, dlatego może służyć jako narzędzie obmyślania „nowych tematów socjologicznych” i tworzenia „nowych parametrów społeczeństwa”. Laurel Richardson i Arthur. P. Bochner są mniej otwarcie polityczni niż Norman K. Denzin i Peter Clough, mimo to wskazują, że dobre narracje powinny przyczynić się do pozytywnej zmiany społecznej i skłonić nas do działania.
Zaletami autoetnografii są sposoby, dzięki którym badanie natury osobistej może dać nam wgląd w często przeoczane problemy w kulturze – kwestie takie jak natura tożsamości, rasa, seksualność, maltretowanie dzieci, zaburzenia jedzenia, życie akademickie i tym podobne. W dodatku, aby pomóc badaczowi zrozumieć swoje indywidualne doświadczenie, autoetnografia jest z natury polityczna, ponieważ włącza czytelników w ważne polityczne kwestie. Według Heewon Chang autoetnografia oferuje metodę badawczą przyjazną badaczom i czytelnikom, ponieważ teksty autoetnograficzne włączają i pozwalają badaczom zrozumieć kulturowego siebie w relacji z innymi, na którym może być zbudowana międzykulturowa koalicja pomiędzy sobą i innymi.
Według Normana K. Denzina autoetnografia musi być literacka, musi prezentować kwestie kulturowe i polityczne oraz wyrażać politykę nadziei. Kryteria literackie, o których wspomina, są ujęte w wartości estetycznej. Carolyn Ellis rozwija pomysł Laurel Richardson o autoetnografii jako dobrej pracy, w której poprzez fabułę, dramatyczne napięcie, spójność i prawdopodobieństwo autor raczej obrazuje niż mówi, w pełni rozwija charaktery i sceny oraz maluje doświadczenia czuciowe.
Pomimo wielu zalet, autoetnografia posiada również wady. Heewon Chang przestrzega autoetnografów przed pułapkami, których powinni unikać: „(1) nadmierne skupienie na sobie i izolacja od innych; (2) przedkładanie narracji nad analizę i interpretację kulturową; (3) wyłączna zależność od osobistej pamięci i przypominanie jako źródło danych; (4) zaniedbanie standardów etycznych dotyczących innych w samonarracjach; i (5) nieodpowiednie zastosowanie etykietki autoetnografii”.
Także niektóre badania jakościowe wyrażają obawy o wartość i zasadność autoetnografii. Robert Krizek obawia się o możliwość przejścia autoetnografii w narcyzm sugerując, że powinna ona zawsze łączyć się z szerszymi elementami życia, niezależnie od tego, jak bardzo jest osobista.

### Kontrowersje wokół autoetnografii
Krytyka autoetnografii związana jest z oceną pracy autoetnograficznej opartej na paradygmacie interpretacyjnym. Po pierwsze, niektórzy badacze poddali krytyce odrzucenie wszystkiego oprócz pozytywistycznych pojęć zasadności i wiarygodności w obrębie badań jakościowych. Thomas A. Schwandt mówi, że niektórzy badacze społeczni „porównują racjonalność w naukach społecznych z formalnością i kryteriologicznością.” Yvonna S. Lincoln i Egon G. Guba przekształcają wskaźniki ilościowe zbudowane na fundamentach ilościowych we wskaźniki jakościowej jakości, mianowicie: wiarygodność (dorównuje zasadności wewnętrznej), możliwość przekazywania (dorównuje zasadności zewnętrznej), niezawodność (dorównuje solidności) i możliwość potwierdzania (dorównuje obiektywności i stara się krytycznie sprawdzić, czy badacz podczas toku badawczego działał w dobrej wierze). John K. Smith oraz John K. Smith i Lous Heshusius krytykują tę ideę i przestrzegają, że kompatybilność (pomiędzy kryteriami jakościowymi i ilościowymi) nie może być podtrzymana.
Inni badacze kwestionują potrzebę trzymania się specyficznych kryteriów. Arthur P. Bochner i Peter Clough obawiają się, że zbyt duży nacisk na kryteria cofnie nas do nadzoru metodologicznego i nie pozwoli skupić się na wyobraźni, kwestiach etycznych w pracy autoetnograficznej i tworzenia lepszych sposobów na życie. Dowody są milczące, indywidualistyczne i subiektywne. Jakość oparta na praktyce jest umiejscowiona w doświadczeniu badawczym, a nie w jego formalnym dowiedzeniu.
Na koniec, do stanowiska anty-kryterium, niektórzy badacze zasugerowali, że kryteria oceniania autoetnografii nie muszą koniecznie być takie same, jak przy ocenianiu innych badań jakościowych. Dean Garrat, Phil Hodkinson i Andrew C. Sparkes twierdzą, że autoetnografia została przyjęta z wieloma naukowymi przypuszczeniami, ponieważ narusza pewne tradycje badań jakościowych. Kontrowersja otaczająca autoetnografię jest w części powiązana wyłącznie z problematycznym użyciem siebie do realizacji badania. To użycie siebie jako jedynego źródła danych w autoetnografii, zostało zakwestionowane. Zatem autoetnografia została skrytykowana za narcyzm i za dogadzanie sobie. Nicholas L. Holt powiązuje te dwa problemy jako dwie zasadnicze kwestie w „czwartym momencie badań jakościowych”, które zaprezentowali Denzin i Lincoln; podwójny kryzys interpretacji i legalizacji. Kryzys interpretacji skierowany jest do praktyk pisarstwa (np. jak badacze opisują i interpretują świat społeczny). W dodatku weryfikacja kwestii odnoszących się do metod i interpretacji są (na nowo) uważane za problematyczne. Kryzys legalizacji kwestionuje tradycyjne kryteria używane do oceny i interpretacji badań jakościowych, wymaga przemyślenia na nowo takich terminów, jak zasadność, wiarygodność i obiektywność.